# مونبيتسو (هوكايدو)
مدينة مونبيتسو (بالإنجليزية: Monbetsu)‏ هي أحد المدن التابعة لمحافظة هوكايدو. تأسست رسميًا في 01/07/1954. ويقدر عدد سكانها بـ 24293 نسمة حسب تقدير مكتب الإحصاء الياباني لعام 2012. تبلغ مساحة مونبيتسو 830.7 كم2. بكثافة سكانية تبلغ 29.2 نسمة/كم2.

## المناخ
يظهر الجدول التالي التغييرات المناخية على مدار السنة لمونبيتسو:
| البيانات المناخية لـمونبيتسو        | البيانات المناخية لـمونبيتسو | البيانات المناخية لـمونبيتسو | البيانات المناخية لـمونبيتسو | البيانات المناخية لـمونبيتسو | البيانات المناخية لـمونبيتسو | البيانات المناخية لـمونبيتسو | البيانات المناخية لـمونبيتسو | البيانات المناخية لـمونبيتسو | البيانات المناخية لـمونبيتسو | البيانات المناخية لـمونبيتسو | البيانات المناخية لـمونبيتسو | البيانات المناخية لـمونبيتسو | البيانات المناخية لـمونبيتسو |
| الشهر                               | يناير                        | فبراير                       | مارس                         | أبريل                        | مايو                         | يونيو                        | يوليو                        | أغسطس                        | سبتمبر                       | أكتوبر                       | نوفمبر                       | ديسمبر                       | المعدل السنوي                |
| ----------------------------------- | ---------------------------- | ---------------------------- | ---------------------------- | ---------------------------- | ---------------------------- | ---------------------------- | ---------------------------- | ---------------------------- | ---------------------------- | ---------------------------- | ---------------------------- | ---------------------------- | ---------------------------- |
| متوسط درجة الحرارة الكبرى °م (°ف)   | −2.6 (27.3)                  | −2.5 (27.5)                  | 1.6 (34.9)                   | 8.8 (47.8)                   | 13.9 (57.0)                  | 16.3 (61.3)                  | 20.0 (68.0)                  | 23.0 (73.4)                  | 20.2 (68.4)                  | 14.7 (58.5)                  | 7.0 (44.6)                   | 0.4 (32.7)                   | 10.1 (50.1)                  |
| المتوسط اليومي °م (°ف)              | −5.6 (21.9)                  | −5.9 (21.4)                  | −1.8 (28.8)                  | 4.5 (40.1)                   | 9.4 (48.9)                   | 12.6 (54.7)                  | 16.6 (61.9)                  | 19.4 (66.9)                  | 16.1 (61.0)                  | 10.3 (50.5)                  | 3.4 (38.1)                   | −2.5 (27.5)                  | 6.4 (43.5)                   |
| متوسط درجة الحرارة الصغرى °م (°ف)   | −9.3 (15.3)                  | −9.9 (14.2)                  | −5.4 (22.3)                  | 0.6 (33.1)                   | 5.2 (41.4)                   | 9.5 (49.1)                   | 13.9 (57.0)                  | 16.4 (61.5)                  | 12.3 (54.1)                  | 5.9 (42.6)                   | −0.3 (31.5)                  | −5.9 (21.4)                  | 2.8 (37.0)                   |
| الهطول مم (إنش)                     | 45.3 (1.78)                  | 30.5 (1.20)                  | 39.0 (1.54)                  | 46.7 (1.84)                  | 59.8 (2.35)                  | 64.7 (2.55)                  | 99.8 (3.93)                  | 112.5 (4.43)                 | 127.5 (5.02)                 | 74.7 (2.94)                  | 56.4 (2.22)                  | 53.3 (2.10)                  | 810.2 (31.9)                 |
| متوسط تساقط الثلوج سم (إنش)         | 128 (50)                     | 102 (40)                     | 92 (36)                      | 29 (11)                      | 2 (0.8)                      | 0 (0)                        | 0 (0)                        | 0 (0)                        | 0 (0)                        | 0 (0)                        | 30 (12)                      | 104 (41)                     | 487 (190.8)                  |
| متوسط الرطوبة النسبية (%)           | 73                           | 73                           | 70                           | 68                           | 72                           | 82                           | 85                           | 83                           | 76                           | 70                           | 69                           | 71                           | 74                           |
| ساعات سطوع الشمس الشهرية            | 102.1                        | 119.8                        | 162.4                        | 174.3                        | 183.2                        | 158.9                        | 146.6                        | 154.8                        | 162.1                        | 156.5                        | 108.1                        | 98.0                         | 1٬726٫8                      |
| المصدر: Japan Meteorological Agency |                              |                              |                              |                              |                              |                              |                              |                              |                              |                              |                              |                              |                              |

## توأمة
لمونبيتسو (هوكايدو) اتفاقيات توأمة مع كل من:
- فيربانكس
- كورسكوف
- نيوبورت